# Kubaninella relicta
Kubaninella relicta är en mossdjursart som beskrevs av Grischenko, Taylor och Shunsuke F. Mawatari 2002. Kubaninella relicta ingår i släktet Kubaninella och familjen Adeonidae. Inga underarter finns listade i Catalogue of Life.